# Boroșneu Mare
Boroșneu Mare is een Roemeense gemeente in het district Covasna.
Boroșneu Mare telt 3274 inwoners.